# 馮廷櫆
馮廷櫆（1649年—1700年），字大木，山東省濟南府德州（今山東省德州市）人，清朝政治人物。進士出身。
康熙二十一年，登進士，授中書舍人，擔任湖廣副考官。有子馮炎；孫馮德培。